# عالم إنسان
عالِم الأنثروبولوجيا أو عالِم الإنسان هو شخص يهتم بدراسة الأنثروبولوجيا. الأنثروبولوجيا هي دراسة جوانب الإنسان في المجتمعات السابقة والحالية. الأنثروبولوجيا الاجتماعية والأنثروبولوجيا الثقافية والأنثروبولوجيا الفلسفية تدرس قواعد وقيم المجتمعات، أما الأنثروبولوجيا اللغوية فتهتم بدراسة جوانب تأثير اللغة على الحياة الاجتماعية للإنسان، بينما تدرس الأنثروبولوجيا الاقتصادية السلوك الاقتصادي للإنسان. تقوم الأنثروبولوجيا البيولوجية (الفيزيائية) والأنتروبولوجيا الطبية الشرعية والأنثروبولوجيا الطبية بدراسة التطور البيولوجي للبشر، وتطبيق الأنثروبولوجيا البيولوجية في بيئة قانونية، ودراسة الأمراض وتأثيراتها على البشر بمرور الوقت.

## وصف
تشمل موضوعات البحث التي أجراها علماء الأنثروبولوجيا اكتشاف البقايا البشرية والتحف بالإضافة إلى استكشاف القضايا الاجتماعية والثقافية مثل النمو السكاني وعدم المساواة الاجتماعية والعولمة، وذلك من خلال الاستفادة من مجموعة متنوعة من التقنيات بما في ذلك البرمجيات الإحصائية ونظم المعلومات الجغرافية. يتطلب العمل الميداني الأنثروبولوجي تمثيلًا أمينا للملاحظات والالتزام الصارم بالمسؤوليات الاجتماعية والأخلاقية، مثل الحصول على الموافقة، والشفافية في البحث واعتماد المنهجيات، والحق في إخفاء الهوية.
تاريخيا، عمل علماء الأنثروبولوجيا بشكل أساسي في الأوساط الأكاديمية؛ ومع ذلك، بحلول عام 2014، كان علماء الأنثروبولوجيا وعلماء الآثار في الولايات المتحدة يشتغلون إلى حد كبير في المناصب البحثية (2٪)، والإدارة والاستشارات (23٪)، والمناصب الحكومية (2٪). من المتوقع أن يرتفع توظيف علماء الأنثروبولوجيا وعلماء الآثار في الولايات المتحدة من 7,600 إلى 7,900 بين عامي 2016 و 2026، وهو معدل نمو يقل قليلاً عن نصف المتوسط الوطني.
يميل علماء الأنثروبولوجيا الذين لا يحملون شهادات الدكتوراه إلى العمل في مجالات أخرى غير الأوساط الأكاديمية، بينما يعمل معظم الحاصلين على الدكتوراه في الأوساط الأكاديمية. يميل الكثير ممن لا يحملون شهادات الدكتوراه في الأوساط الأكاديمية إلى العمل حصريا كباحثين ولا يقومون بالتدريس. أولئك الذين يشغلون مناصب بحثية فقط لا يعتبرون أعضاء في هيئة التدريس. متوسط الراتب لعلماء الانثروبولوجيا في عام 2015 كان 62,220$. معظم علماء الأنثروبولوجيا راضون عن وظائفهم.
على الرغم من أن الأنثروبولوجيا وعلم الآثار يرتبطان ارتباطا وثيقا وغالبا، إلا أن علم الآثار يعتبر من التخصصات الفرعية للأنثروبولوجيا. بينما يركز كلا التخصصين على دراسة الثقافة الإنسانية من الماضي إلى الحاضر، يركز علماء الآثار على وجه التحديد على تحليل بقايا المواد مثل القطع الأثرية والبقايا المعمارية. تشمل الأنثروبولوجيا مجموعة واسعة من المهن بما في ذلك المجالات الصاعدة في علم الإنسان الشرعي والأنثروبولوجيا الرقمية . يختلف دور عالم الأنثروبولوجيا عن دور المؤرخ. فبينما يركز علماء الأنثروبولوجيا دراساتهم على البشر والسلوك البشري، ينظر المؤرخون إلى الأحداث من منظور أوسع. يميل المؤرخون أيضًا إلى التركيز بشكل أقل على الثقافة من علماء الأنثروبولوجيا في دراساتهم. يتم استخدام نسبة أكبر بكثير من المؤرخين في البيئات الأكاديمية مقارنة بعلماء الأنثروبولوجيا الذين لديهم أماكن عمل أكثر تنوعا.
يشهد علماء الأنثروبولوجيا تحولا في الولايات المتحدة في القرن الحادي والعشرين مع ظهور الأنثروبولوجيا الشرعية. في الولايات المتحدة، على عكس العديد من البلدان الأخرى، تقع الأنثروبولوجيا الشرعية في مجال عالم الأنثروبولوجيا وليس في علم الأمراض الشرعي. في هذا الدور، يساعد علماء الأنثروبولوجيا الجنائية في التعرف على البقايا العظمية عن طريق استنتاج الخصائص البيولوجية مثل الجنس والعمر والقامة والأصل انطلاقا من الهيكل العظمي. ومع ذلك، يميل علماء الأنثروبولوجيا الشرعية إلى الانجذاب أكثر نحو العمل في الأوساط الأكاديمية والمخبرية، في حين يقوم أخصائيو علم الأمراض الشرعيون بالكثير من العمل الميداني التطبيقي. عادة ما يكون علماء الأنثروبولوجيا الشرعيون حاصلين على الدكتوراه الأكاديمية، في حين أن الأطباء الشرعيين هم أطباء. مجال الأنثروبولوجيا الشرعي يتطور بسرعة مع تزايد قدرات التكنولوجيا وتوفر قواعد بيانات أكثر شمولية. علم أنثرولوجيا الطب الشرعي هو واحد من أكثر مجالات العمل تخصصية وتنافسية في مجال الأنثروبولوجيا ولديه حاليا خريجو مؤهلون لشغل أكثر من منصب.
حصلت مهنة الأنثروبولوجيا أيضا على مجال فرعي إضافي مع ظهور الأنثروبولوجيا الرقمية. هذا الفرع الجديد زاد من استخدام أجهزة الكمبيوتر وكذلك العمل متعدد التخصصات في ميادين الطب والتصميم الصناعي والبيولوجيا والصحافة. علماء الأنثروبولوجيا في هذا المجال يدرسون في المقام الأول تطور العلاقات المتبادلة بين البشر والعالم الافتراضي. يدرس علماء الأنثروبولوجيا الإلكترونية أيضا الأخلاقيات الرقمية والإنترنت إلى جانب الآثار العالمية لانتشار وسائل التواصل الحديثة. مع ظهور العديد من القضايا الأخلاقية المرتبطة بالعالم السيبراني بشكل متزايد مثل حيادية الإنترنت، يكتسب هذا الحقل الفرعي المزيد من الاعتراف بسرعة. أحد الفروع الناشئة والذي يحظى باهتمام علماء الأنثروبولوجيا الرقمية هو الذكاء الاصطناعي. يدرس علماء الأنثروبولوجيا الرقمية العلاقة التطورية المشتركة بين البشر والذكاء الاصطناعي. يتضمن ذلك دراسة البيئات التي يتم إنشاؤها بواسطة الكمبيوتر وكيفية تفاعل الأشخاص معها من خلال الوسائط مثل الأفلام والتلفزيون وأشرطة الفيديو.

## للإطلاع أكثر
فيما يلي بعض علماء الأنثروبولوجيا المشهورين : إدوارد بيرنت تايلور، جيمس فريزر، فرانز بواس، برونسيلاف مالينوفسكي، رادكليف براون، مارغريت ميد، زورا نيل هيرستون، روث بندكت، كلود ليفي ستروس، كليفورد جيرتز، وآخرون.